# Back Canary (revista em quadrinhos)
Black Canary se refere as revistas em quadrinhos publicadas pela DC Comics e protagonizadas pela personagem de mesmo nome.

## Antecedentes
A personagem apareceu pela primeira vez em Flash Comics #86 como uma heroína/vilã convidada para o personagem Johnny Trovoada aparecendo em cinco edições até ganhar seu próprio protagonismo a partir da edição #92 até o final da série na edição #104.

### Starman and Black Canary
Canário Negro estrelou duas edições de The Brave and the Bold com Starman em um teste para a edições #61 e #62 que não levaram a uma série.

## Minissérie de 1984 não publicada
Uma minissérie do escritor Greg Weisman e do artista Mike Sekowsky foi planejada em 1984. A primeira edição da série foi desenhada, mas o projeto acabou sendo arquivado devido ao fato do personagem estar sendo usado na série Green Arrow: The Longbow Hunters do escritor-artista Mike Grell. Elementos do projeto foram utilizados no curta-metragem de Weisman, DC Showcase: Green Arrow.

## Volume 1
O Volume 1 de Black Canary (Novembro de 1991 – Fevereiro de 1992) foi uma minissérie de quatro edições escrita por Sarah Byam e desenhada por Trevor Von Eeden com arte-final de Dick Giordano.

## Volume 2
Depois do sucesso da minissérie, Byam e Von Eeden retornaram para uma série mensal que teve 12 edições (Janeiro de 1993 – Dezembro de 1993) até ser cancelada.

## Volume 3
O Volume 3 foi uma minissérie de quatro edições (Início de Setembro de 2007 – Final de Outubro de 2007) que relatou as aventuras da Canário Negro com sua filha Sin escapando das garras da Liga dos Assassinos. A série foi escrita por Tony Bedard com arte de Paulo Siqueira. Preenchendo a lacuna entre a aparição da Canário Negro em Aves de Rapina (Birds of Prey) e Arqueiro Verde (Green Arrow).

### Brasil
As 4 edições da minissérie foram publicadas pela Panini Comics em dois números da revista Superman & Batman.
| Data da publicação | Título               | Histórias originais       |
| ------------------ | -------------------- | ------------------------- |
| Setembro de 2008   | Superman & Batman 39 | Black Canary (vol. 3) 1–2 |
| Outubro de 2008    | Superman & Batman 40 | Black Canary (vol. 3) 3–4 |

## Green Arrow/Black Canary
Green Arrow and Black Canary foi uma série mensal que teve 31 edições (Dezembro de 2007 – 2010) criada por Judd Winick e Cliff Chiang, sendo estrelada pelos super-heróis Arqueiro Verde e Canário Negro. Escrita por J. T. Krul, desenhada por Federico Dallocchio e arte-final de Ruy Jose.

## Volume 4
Em Fevereiro de 2015, a DC anunciou um novo volume de Black Canary para começar em junho do mesmo ano, após a conclusão de Convergência. Escrito por Brenden Fletcher (Batgirl) e ilustrado Annie Wu (Gavião Arqueiro), Black Canary foi um dos primeiros títulos da DC a serem publicados após o fim do selo Os Novos 52. A série mensal teve um total de 12 edições (Junho de 2015 — Junho de 2016).

### Brasil
As histórias das 12 edições foram coletadas e publicadas pela Panini Comics em dois títulos: no encadernado Canário Negro: O Som e a Fúria (164 páginas) e na edição especial Canário Negro: Rock'N'Roll (124 páginas).
| Data da publicação | Título                         | Histórias originais                                  |
| ------------------ | ------------------------------ | ---------------------------------------------------- |
| Junho de 2016      | Canário Negro: O Som e a Fúria | Sneak Peek: Black Canary e Black Canary (vol. 4) 1–7 |
| Dezembro de 2016   | Canário Negro: Rock'N'Roll     | Black Canary (vol. 4) 8–12                           |

## Encadernados originais
| Título                                             | Material coletado | ISBN                                          |
| Archives                                           | Archives | Archives                                      |
| -------------------------------------------------- | --- | --------------------------------------------- |
| Black Canary Archives                              | Flash Comics #86-104; Comic Cavalcade #25; DC Special #3; Adventure Comics #399, #418-419; The Brave and the Bold #61-62 | ISBN 1-5638-9734-2                            |
| Minissérie Black Canary e Green Arrow/Black Canary | |                                               |
| Green Arrow/Black Canary: Road to the Altar        | Birds of Prey #109; Black Canary #1–4; Black Canary Wedding Planner                                                      | ISBN 978-1-4012-1863-8                        |
| Green Arrow/Black Canary: The Wedding Album        | Green Arrow/Black Canary #1–5; Green Arrow/Black Canary Wedding Special                                                  | ISBN 978-1-4012-1841-6 ISBN 978-1-4012-2219-2 |
| Green Arrow/Black Canary: Family Business          | Green Arrow/Black Canary #6–10                                                                                           | ISBN 978-1-4012-2016-7                        |
| Green Arrow/Black Canary: A League of Their Own    | Green Arrow/Black Canary #11–14; Green Arrow Secret Files #1                                                             | ISBN 978-1-4012-2250-5                        |
| Green Arrow/Black Canary: Enemies List             | Green Arrow/Black Canary #15–20                                                                                          | ISBN 978-1-4012-2498-1                        |
| Green Arrow/Black Canary: Big Game                 | Green Arrow/Black Canary #21–26                                                                                          | ISBN 978-1-4012-2709-8                        |
| Green Arrow/Black Canary: Five Stages              | Green Arrow/Black Canary #27–30                                                                                          | ISBN 978-14012-2898-9                         |